# Skoczka Młyn
Skoczka Młyn – osada wsi Dobieszewo w Polsce, położona w województwie kujawsko-pomorskim, w powiecie nakielskim, w gminie Kcynia.
W latach 1975–1998 osada należała administracyjnie do województwa bydgoskiego.